# 長媛
長媛（ながひめ、生没年不明）は、古代日本の人物。孝安天皇の后である。父は磯城県主の葉江、もしくは長葉江。